# Rafael Alkorta
Rafael Alkorta Martínez (født 16. september 1968 i Bilbao, Spanien) er en tidligere spansk fodboldspiller, der tilbragte størstedelen af sin karriere som forsvarsspiller hos La Liga-klubben Athletic Bilbao i sin fødeby. Han spillede desuden fire sæsoner hos Real Madrid C.F. hvor han blandt andet var klubkammerat med danske Michael Laudrup.
Med Real Madrid vandt Alkorta det spanske mesterskab to gange, i 1995 og 1997.

## Landshold
Alkorta nåede gennem sin karriere at spille 54 kampe for Spaniens landshold, som han debuterede for den 26. maj 1990 i et opgør mod Jugoslavine. Han repræsenterede sit land ved både samt VM i 1990, VM i 1994, EM i 1996 samt VM i 1998. Det lykkedes dog ikke det spanske hold at vinde nogen af turneringerne.

## Titler
La Liga
- 1995 og 1997 med Real Madrid C.F.